# Стубенвил (Охајо)
Стубенвил (енгл. Steubenville) град је у америчкој савезној држави Охајо.

## Демографија
По попису из 2010. године број становника је 18.659, што је 356 (-1,9%) становника мање него 2000. године.
| Група             | 2000.          | 2010.          |
| Белци             | 15.013 (79,0%) | 14.427 (77,3%) |
| Афроамериканци    | 3.281 (17,3%)  | 2.966 (15,9%)  |
| Азијати           | 139 (0,7%)     | 151 (0,8%)     |
| Хиспаноамериканци | 185 (1,0%)     | 453 (2,4%)     |
| Укупно            | 19.015         | 18.659         |